# أسامة حسن (عالم)
أسامة حسن محاضر أول سابق في نظم المعلومات التجارية في جامعة ميدلسكس، وزميل الجمعية الملكية الفلكية. ويدعو إلى التوافق بين الإسلام والتطور البشري. وهو أيضا باحث أول في الدراسات الإسلامية في مؤسسة كويليام.

## عمله
أصبح أسامة إماما في مسجد التوحيد في ليتون، وقام بترجمة عدد من النصوص الإسلامية إلى اللغة الإنجليزية  وقد ذكر انه قاتل في أفغانستان ضد الاحتلال الروسي.
وهو باحث أول في مؤسسة كويليام، وقد قدم العديد من المواضيع على القنوات التلفزيونية الغربية والشرقية، بما في ذلك هيئة الإذاعة البريطانية،  وكتبت أيضا في أعمدة مختلفة لصحيفة الجارديان وواشنطن بوست.

## فكره
يرى حسن أن الإسلام متوافق مع نظرية التطور، في 5 يناير عام 2013، حدثت مناظرة ضد ياسر القاضي حيث جادله في صالح التطور البشري.